# Коефіцієнт жорсткості
Коефіціє́нт жо́рсткості — характеристика здатності стрижня або пружини зазнавати пружної деформації під дією навантаження, яка пов'язує між собою силу пружності та абсолютне видовження при одновісній пружній деформації за формулою:
{\displaystyle F=-kx}
де {\displaystyle F} — сила пружності; {\displaystyle x} — деформація пружини; знак «мінус» вказує на протилежну спрямованість сили і деформації.
Або:
{\displaystyle k={\frac {mg}{x}}}
де {\displaystyle k} — коефіцієнт жорсткості пружини; {\displaystyle m} — маса важка; {\displaystyle g} — прискорення вільного падіння; {\displaystyle x} — видовження пружини.
На відміну від модулів пружності, коефіцієнт жорсткості не є характеристикою речовини, а характеризує механічну жорсткість стрижня або пружини. Крім виду матеріалу він залежить також від довжини та площі поперечного перерізу.
Енергія пружної деформації стрижня або пружини виражається через коефіцієнт жорсткості за формулою:
{\displaystyle U={\frac {1}{2}}kx^{2}}.
Коефіцієнт жорсткості стрижня, виготовленого із конкретного матеріалу, можна вирахувати за формулою:
{\displaystyle k=E{\frac {S}{l}}},
де {\displaystyle E} — модуль Юнга матеріалу; {\displaystyle S} — площа поперечного перерізу стрижня; {\displaystyle l} — його довжина.